# Campionati del mondo di ciclismo su pista 2021 - Corsa a punti maschile
La corsa a punti maschile ai Campionati del mondo di ciclismo su pista 2021 si è svolta il 22 ottobre 2021 su un percorso di 160 giri, per un totale di 40 km/h con sprint intermedi ogni 10 giri, di cui l'ultimo con punti doppi. La vittoria è andata al francese Benjamin Thomas, che ha concluso il percorso con il tempo di 45'07" alla media di 53,195 km/h.
Accreditati alla partenza 21 ciclisti di federazioni diverse, dei quali 18 hanno completato la gara.

## Podio
| Pos.    | Atleta           | Nazionalità |
| ------- | ---------------- | ----------- |
| Oro     | Benjamin Thomas  | Francia     |
| Argento | Kenny De Ketele  | Belgio      |
| Bronzo  | Vincent Hoppezak | Paesi Bassi |

## Risultati
| Posizione | Atleti                | Nazione               | Punti giro | Punti sprint | punti totali |
| --------- | --------------------- | --------------------- | ---------- | ------------ | ------------ |
| 1         | Benjamin Thomas       | Francia               | 40         | 54           | 94           |
| 2         | Kenny De Ketele       | Belgio                | 60         | 24           | 84           |
| 3         | Vincent Hoppezak      | Paesi Bassi           | 20         | 15           | 35           |
| 4         | Sebastián Mora        | Spagna                | 20         | 4            | 24           |
| 5         | Ethan Vernon          | Gran Bretagna         | 0          | 19           | 19           |
| 6         | Valère Thiébaud       | Svizzera              | 0          | 16           | 16           |
| 7         | Corbin Strong         | Nuova Zelanda         | 0          | 14           | 14           |
| 8         | Michele Scartezzini   | Italia                | 0          | 9            | 9            |
| 9         | Theo Reinhardt        | Germania              | 0          | 8            | 8            |
| 10        | Vlas Šičkin           | Fed. Ciclistica Russa | 0          | 6            | 6            |
| 11        | Vitalij Hryniv        | Ucraina               | 0          | 3            | 3            |
| 12        | Gavin Hoover          | Stati Uniti           | -20        | 8            | -12          |
| 13        | Wojciech Pszczolarski | Polonia               | -20        | 2            | -18          |
| 14        | Daniel Crista         | Romania               | -20        | 0            | -20          |
| 15        | Facundo Lezica        | Argentina             | -40        | 0            | -40          |
| 16        | Martin Chren          | Slovacchia            | -40        | 0            | -40          |
| 17        | Nicolas Pietrula      | Rep. Ceca             | -40        | 0            | -40          |
| 18        | José Muñiz            | Messico               | -100       | 0            | -100         |
| –         | Denis Mazur           | Bielorussia           | DNF        | DNF          | DNF          |
| –         | Lotfi Tchambaz        | Algeria               | DNF        | DNF          | DNF          |
| –         | Bryan Gómez           | Colombia              | DNF        | DNF          | DNF          |